# Plumarella dichotoma
Plumarella dichotoma är en korallart som beskrevs av Stephen D. Cairns och Bayer 2004. Plumarella dichotoma ingår i släktet Plumarella och familjen Primnoidae. Inga underarter finns listade i Catalogue of Life.